# Bruno Frenzel
Bruno Frenzel (* 19. Juni 1944; † 21. September 1983) war ein deutscher Rock-Gitarrist und Komponist. Frenzel war insbesondere als Gitarrist, Sänger und Songschreiber der Band Birth Control bekannt geworden.

## Leben
Bruno Frenzel spielte vor seinem Eintritt in die Gruppe Birth Control (April 1969) in diversen Bands der damaligen deutschen Beat-Szene, unter anderem bei der Gruppe The Echos/Some Folks. Bei Birth Control wurde er zur tragenden Säule und schrieb einige Stücke der Band, bei der er bis zu seinem Tod blieb. 
Sein früher Tod im Jahr 1983 war eine Spätfolge eines Stromschlags, den er sich 1975 bei einem Auftritt der Band in Montreux zugezogen hatte. Herz und Lunge waren durch den Stromschlag in Mitleidenschaft gezogen worden.

## Instrumente
Frenzel spielte diverse Gitarrenmodelle der Firma Gibson: ein SG-Modell, eine Explorer, und eine schwarze Les Paul Custom. Er wurde 1978 Endorser der Firma Music Man für das Sabre Modell. Er benutzte Fender- und Marshall-Verstärkern und setzte Wah-Wah, Chorus, Flanger und Ibanez Tube Screamer als Effektgeräte ein. Außer Gitarre spielte er auch Saxophon, Akkordeon und Bass.